# Cá chạch rắn kuhli
Cá chạch rắn kuhli hay cá chạch rắn culi (Pangio kuhlii) là một loài cá nhỏ thuộc về họ Cobitidae, chúng không phải cá chạch thực sự (thuộc bộ Lươn) mà là thành viên của bộ Cá chép. Nó có nguồn gốc ở Indonesia và bán đảo Mã Lai. Sinh vật này sống về đêm. 

## Môi trường sống, chế độ ăn uống, thông số
Môi trường sống tự nhiên của cá chạch rắn kuhli là nền cát của các con sông chảy chậm và suối sạch. Chúng là cá xã hội và thường được tìm thấy thành các cụm nhỏ (chúng không phải cá sống theo đàn nhưng chúng thích tụ tập với nhau), chúng rất thận trọng và sống về đêm, cá chạch rắn kuhli sống gần đáy, nơi chúng kiếm ăn. Chúng tự nhiên số trong môi trường nhiệt đới, và thích nước 5.5 – 6.5 pH-nhưng vẫn chịu được 7.0 pH khi ở trong hồ cá, độ cứng nước 5.0 dGH, và nhiệt độ 75 – 86 °F (24 – 30 °C). Chúng ăn bất cứ thứ gì chúng gặp ở tầng đáy. Chúng thường ăn vào ban đêm, nhưng cũng có thể được dạy để ăn vào ban ngày trong các hồ cá. Trong tự nhiên, loài cá này đẻ trứng ở vùng nước rất nông.

## Hồ cá cảnh
Cá chạch rắn kuhli thường được giữ làm cá cảnh. Có nhiều loài khác thuộc chi Pangio có hình dáng tương tự và được bán dưới cùng một tên. Nó khỏe mạnh và sống lâu trong hồ, nó cũng dễ chịu với đồng loại và các loài cá khác.
Trong môi trường hồ cá, đặc biệt và nếu có cát mịn, chúng có thể chui sâu xuống phía dưới và ẩn mình một thời gian dài, chỉ bơi lên để kiếm ăn vào ban đêm. Loài này có thể bơi vào bộ lọc nước trần, khiến chúng chết.
Sinh sản trong điều kiện nuôi nhốt đòi hỏi nhiều nơi trú ẩn và điều kiện nước thích hợp.